# Département d'Atar
Pour les articles homonymes, voir Atar.
 (avril 2021).
Si vous disposez d'ouvrages ou d'articles de référence ou si vous connaissez des sites web de qualité traitant du thème abordé ici, merci de compléter l'article en donnant les références utiles à sa vérifiabilité et en les liant à la section « Notes et références ».

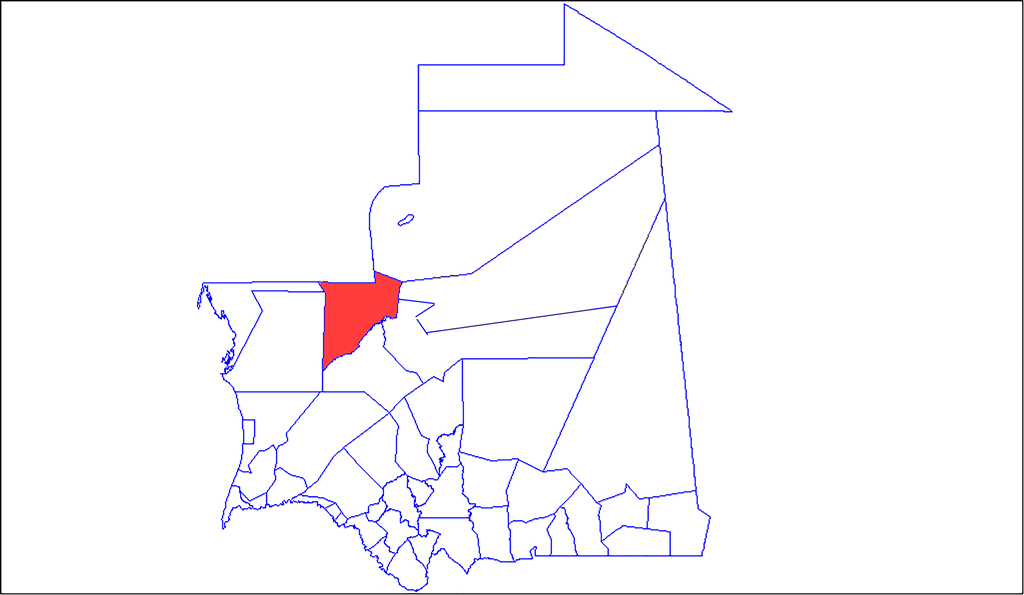
Localisation du département d'Atar en Mauritanie

Le département d'Atar est l'un des quatre départements (appelés officiellement moughataas) de la région de l'Adrar en Mauritanie.

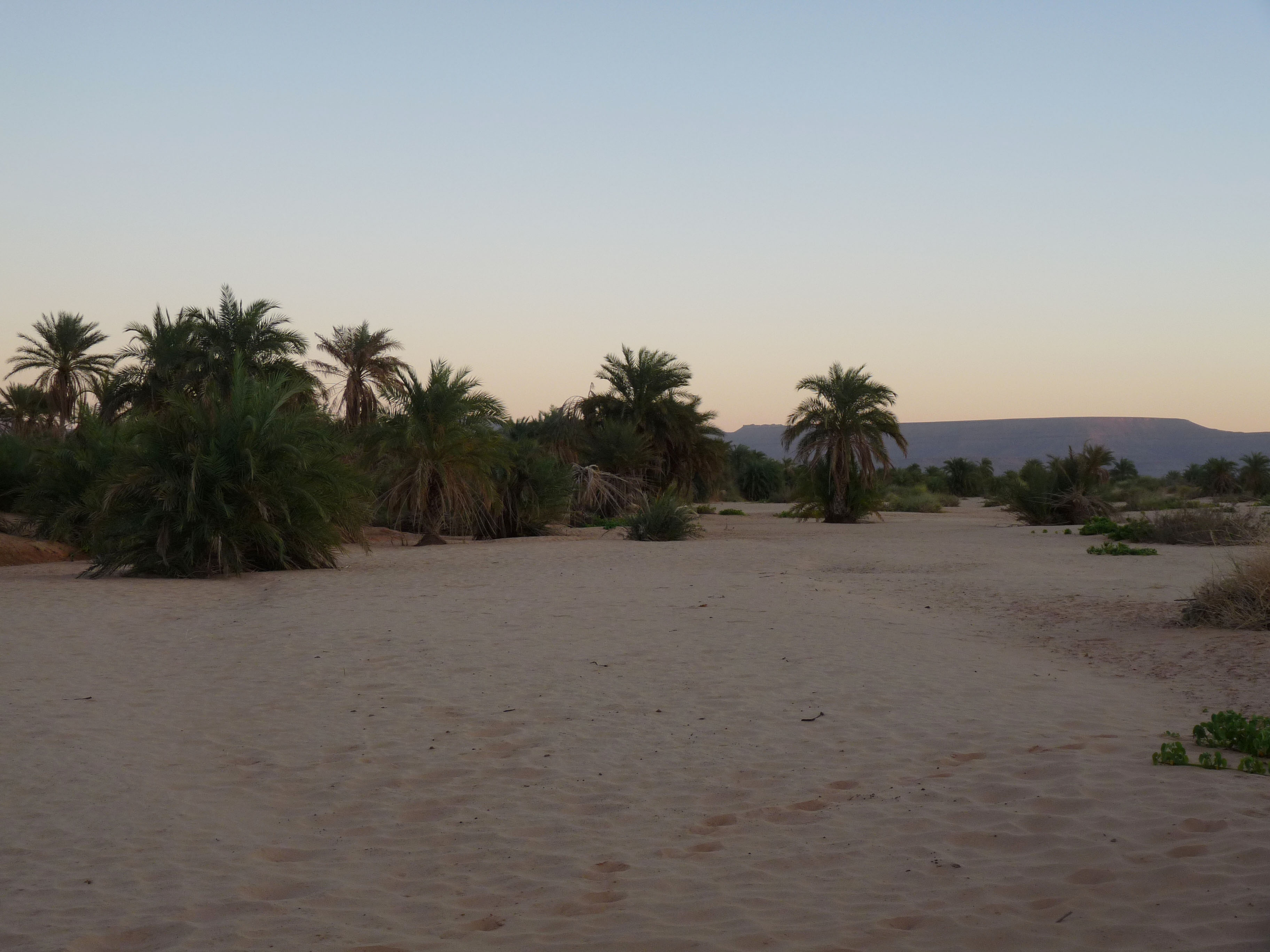
Palmiers près de la ville d'Atar

## Liste des communes du département
Le département d'Atar est constitué de quatre communes :
- Atar
- Aïn Ehel Taya
- Tawaz
- Choum

En 2000, l'ensemble de la population du département d'Atar regroupe un total de 38 962 habitants (19 135 hommes et 19 827 femmes).